# Шевченко
Вижте пояснителната страница за други значения на Шевченко.
Шевченко (на руски: Шевченко) е хутор в Кантемировски район на Воронежка област на Русия.
Влиза в състава на селището от селски тип Митрофановское.

## География

### Улици
- ул. Вишневая.

## Население
| 2010 |
| ---- |
| 0    |